# Bruno & Marrone ao Vivo
Bruno & Marrone ao Vivo é o segundo álbum ao vivo e o segundo álbum de vídeo da dupla sertaneja Bruno & Marrone, lançado em 2004. Foi gravado no dia 7 de maio de 2004 no Olympia, em São Paulo. Um dos destaques do disco foi a canção "Te Amar Foi Ilusão", de autoria de Bruno e Luiz Claudio. 
Curtindo o melhor momento de suas carreiras, vendendo como água e contratados pela Sony BMG até 2008, a dupla mostra a versão em áudio do DVD lançado em junho. O repertório é focado nos dois últimos álbuns da dupla, o que deixou de fora o hit "Dormi na Praça". Essa boa fase é comprovada em números (o CD chegou à marca espantosa de 300 mil cópias em um mês) e também no palco do Olympia, onde o álbum foi gravado. O público faz coro ensurdecedor em sucessos como "Deixa" e "Ligação Urbana". Em "Será" e "Se Tiver Coragem, Joga Fora", eles contam com o auxílio luxuoso da Orquestra Sinfônica de Tatuí, a mesma que participou do CD/DVD RoupAcústico, do Roupa Nova, também em 2004. Quase todas as músicas são de um romantismo escancarado, incluindo as inéditas "O Amor Está Aqui" e "Te Amar Foi Ilusão" e a regravação de "Meu Disfarce", famosa com Chitãozinho & Xororó. Esse clima só é quebrado no pot-pourri bem-humorado "Apaziguar/Credo em Cruz, Ave-Maria/Pra Lá Que Eu Vou" e na releitura de "Grito de Alerta", imortalizada por Maria Bethânia. O álbum ainda traz o clipe de "Você Não Me Ensinou a Te Esquecer", regravada por Caetano Veloso no ano anterior.
Em um relatório do instituto de pesquisa Nopem, entre os dias 11 e 17 de novembro, o CD Bruno & Marrone ao Vivo era o mais vendido na capital paulista, marca que se manteve durante 3 semanas entre outubro e novembro de 2004. No mesmo período, a liderança na parada de DVDs na Terra da Garoa também era da dupla. Por 25 semanas na parada, o disco audiovisual, que teve tiragem inicial de 76 mil cópias, o segundo da dupla, repetiu a performance dos sete dias anteriores. A primeira faixa de trabalho, "Te Amar Foi Ilusão", estourou nas rádios do Brasil afora.
Bruno, voz principal da dupla, não considera que 2004 represente um novo estouro para ele e o amigo. O cantor prefere definir este momento como de consolidação. "Em 2001 ficamos conhecidos em nível nacional e conseguimos manter esse sucesso”, diz Bruno, que não se incomoda com o fato de ter ficado conhecido apenas nesta década, depois de tantos anos de trabalho. “Temos a certeza de que o nosso sucesso não é e nunca foi tardio. Precisávamos passar por tudo que passamos para amadurecer e poder encarar com profissionalismo estar no primeiro escalão da música sertaneja."
Os longos anos de estrada são vistos por Bruno como o grande motivo para a dupla administrar bem o tamanho sucesso dos anos 2000. Um sucesso que, segundo ele, não está na mídia ou na sorte, mas no contato com o público. "Esperamos 15 anos para nos tornarmos conhecidos em todo Brasil. Esse tempo foi fundamental para adquirimos maturidade, e até olharmos os erros de outros artistas”, explica o cantor. “Em virtude de passarmos muito tempo na estrada e cantando em bares, temos a vantagem de acertar na escolha do repertório. Isso é a sintonia que temos com nosso público, que aumenta a cada dia. Devemos muito às rádios, que tocam bastante a nossa música, e sorte... Digamos que poderíamos trocar essa palavra por trabalho árduo. Mídia só te dá espaço quando você já conquistou."

## Faixas
| CD             |                                                           |                                                                                       |         |  |
| N.º            | Título                                                    | Compositor(es)                                                                        | Duração |  |
| 1.             | "Inevitável"                                              | Zé Henrique                                                                           | 3:56    |  |
| 2.             | "Doce Desejo"                                             | Bruno / Felipe / Falcão                                                               | 3:34    |  |
| 3.             | "Deixa"                                                   | Bruno / Vinicius                                                                      | 3:36    |  |
| 4.             | "Trânsito Parado"                                         | Luiz Cláudio / Giuliano                                                               | 2:59    |  |
| 5.             | "O Amor Está Aqui"                                        | Giuliano / Tivas                                                                      | 3:25    |  |
| 6.             | "Apaziguar / Credo em Cruz Ave Maria / Pra Lá Que eu Vou" | Alexandre / Darci Rossi / Roberto Merli; Bruno / Felipe; Bruno / Felipe / João Victor | 3:51    |  |
| 7.             | "Meu Disfarce"                                            | Chico Roque / Carlos Colla                                                            | 3:47    |  |
| 8.             | "Te Amar foi Ilusão"                                      | Bruno / Luiz Cláudio                                                                  | 3:36    |  |
| 9.             | "Será (Sera)"                                             | Franco de Vita (versãoː Cláudio Rabello)                                              | 4:41    |  |
| 10.            | "Se Tiver Coragem Joga Fora"                              | Bruno / Felipe                                                                        | 4:51    |  |
| 11.            | "Ligação Urbana"                                          | Jailton / Paschoal                                                                    | 3:31    |  |
| 12.            | "Sonhos Perdidos"                                         | Bruno / Elias Muniz                                                                   | 3:50    |  |
| 13.            | "Grito de Alerta"                                         | Gonzaguinha                                                                           | 3:08    |  |
| 14.            | "Se Não Tivesse Ido (Si No Te Hubieras Ido)"              | Marco Antonio Solís (versãoː Bruno)                                                   | 4:26    |  |
| 15.            | "Menina (Querida)"                                        | A. J. Gabriel (versãoː César Augusto)                                                 | 4:06    |  |
| 16.            | "Vai Dar Namoro"                                          | Chico Amado / Dedé Badaró                                                             | 4:20    |  |
| Duração total: | Duração total:                                            | Duração total:                                                                        | 1:01:00 |  |

| DVD            |                                                                |                                                                                            |         |  |
| N.º            | Título                                                         | Compositor(es)                                                                             | Duração |  |
| 1.             | "Inevitável"                                                   | Zé Henrique                                                                                |         |  |
| 2.             | "Agora Vai / Passou da Conta"                                  | Bruno /Felipe                                                                              |         |  |
| 3.             | "Doce Desejo" (faixa extra cortada)                            | Bruno / Felipe / Falcão                                                                    |         |  |
| 4.             | "Coração de Pedra"                                             | Bruno / Felipe                                                                             |         |  |
| 5.             | "Deixa"                                                        | Bruno / Vinicius                                                                           |         |  |
| 6.             | "Trânsito Parado"                                              | Luiz Cláudio / Giuliano                                                                    |         |  |
| 7.             | "O Amor Está Aqui"                                             | Giuliano / Tivas                                                                           |         |  |
| 8.             | "Credo Em Cruz, Ave Maria/ Pra Lá Que Eu Vou"                  | Bruno / Felipe; Bruno / Felipe / João Victor                                               |         |  |
| 9.             | "Meu Disfarce"                                                 | Chico Roque / Carlos Colla                                                                 |         |  |
| 10.            | "Uma Noite"                                                    | Ana Paula / Bruno                                                                          |         |  |
| 11.            | "Você Não Me Ensinou a Te Esquecer" (faixa interativa cortada) | Fernando Mendes                                                                            |         |  |
| 12.            | "Te Amar Foi Ilusão"                                           | Bruno / Luiz Cláudio                                                                       |         |  |
| 13.            | "Será (Sera)"                                                  | Franco de Vita (versãoː Cláudio Rabello)                                                   |         |  |
| 14.            | "Por Um Minuto"                                                | Alessio Lorenzi / Giampaolo Santandrea / Josep Capdevilla Querol (versãoː Cláudio Rabello) |         |  |
| 15.            | "Se Tiver Coragem Joga Fora"                                   | Bruno / Felipe                                                                             |         |  |
| 16.            | "Ligação Urbana"                                               | Jailton / Paschoal                                                                         |         |  |
| 17.            | "Dormi na Praça" (faixa extra cortada)                         | Elias Muniz / Fátima Leão                                                                  |         |  |
| 18.            | "Então Pode Ir"                                                | Fátima Leão / Vinicius                                                                     |         |  |
| 19.            | "Sonhos Perdidos"                                              | Bruno / Elias Muniz                                                                        |         |  |
| 20.            | "Grito de Alerta"                                              | Gonzaguinha                                                                                |         |  |
| 21.            | "Se Não Tivesse Ido (Si No Te Hubieras Ido)"                   | Marco Antonio Solís (versãoː Bruno)                                                        |         |  |
| 22.            | "Menina (Querida)"                                             | A. J. Gabriel (versãoː César Augusto)                                                      |         |  |
| 23.            | "Vai Dar Namoro"                                               | Chico Amado / Dedé Badaró                                                                  |         |  |
| Duração total: | Duração total:                                                 | Duração total:                                                                             | 1:30:00 |  |

## Certificações
| Brasil (ABPD)                             | Diamante (CD)  | 2004 | 1.000.000* (CD) |
| Brasil (ABPD)                             | Diamante (DVD) | 2004 | 100.000* (DVD)  |
| *número de vendas baseado na certificação |                |      |                 |